# パウロ派 (中世)
パウロ派（パウロは、古典アルメニア語: Պաւղիկեաններ, Pawłikeanner; ギリシア語: Παυλικιανοί; "The followers of Paul" アラブ語: البيالقة　Baylakānī, al Bayāliqa）は、7世紀にアルメニアで出現した中世キリスト教のセクト。信者は「善きキリスト教徒」と自称していた。パウロ派の教義はほとんど分かっていないが、グノーシス主義、マルキオン派、マニ教、養子的キリスト論などの影響を受けていたと考えられている。
パウロ派の創始者は、伝統的にコンスタンティノスという名のアルメニア人であったとされている。彼はサモサタ（現トルコ領サムサト）付近のシリア人コミュニティの出身だったという。650年から872年にかけて、パウロ派はイスラーム帝国と接するアルメニアや東アナトリアのビザンツ帝国辺境地帯で繁栄を遂げたが、断続的にコンスタンティノープルの帝国中枢から迫害や国外追放の措置を受けた。その後一旦は寛容な時期が続いたものの、9世紀半ばに、ビザンツ帝国が迫害を再開した。これをきっかけに、パウロ派はアラブ人の保護を受け、アルメニアの国境地帯のテフリケを中心とするパウロ派国家を樹立した。
しかし870年代の間に、パウロ派国家はビザンツ帝国との戦争の末に壊滅させられた。10世紀までに、パウロ派はアルメニアに入植した一部を除きバルカン半島の国境地帯であるトラキアへ強制移住させられた。アルメニアに残ったパウロ派は、よく似たキリスト教分派であるトンドラク派（トンドラケチ）と同化していった。一方トラキアではしばらく信仰を維持した後にやはり他の宗教・宗派へ同化していき、現代のバナト・ブルガリア人（カトリック教徒）やポマク（ムスリム）の祖先となったと考えられている。またパウロ派の運動は、中世ヨーロッパの異端として有名なボゴミル派やカタリ派にも影響を与えた。

## 語源
パウロ派の信者は「善きキリスト教徒」や「真の信奉者」などと自称していた。カルケドン派は彼らを「ローマ主義者」などと呼んでいる。「パウロ派」（ギリシア語: Παυλικιανοί）という外名の由来となった人物が誰に当たるのかは諸説あり定かでない。中世ビザンツの文献によれば3世紀のアンティオキア主教が由来であるというが、これはおそらくサモサタのパウロスから生まれた別個のセクトと混同した記述である 。また使徒パウロに由来するとしている文献もある。

## 歴史

### 起源と初期の拡大
史料によれば、パウロ派の指導者の多くはアルメニア人で、創始者もコンスタンティノスという名のアルメニア人であったという。コンスタンティノスはサモサタに近いマナナリスという地の出身であった。彼は福音書や使徒書簡を学び、二元論とキリスト教を融合させ、特に前者を基調としてキリスト教会の形式主義性を批判した。コンスタンティノスは使徒パウロの純粋なキリスト教を復興すると称し、パウロの弟子シラスにあやかってシルヴァノスと名乗った。660年ごろ、コンスタンティノス・シルヴァノスはアルメニアのキボッサに最初の自派の会衆を組織した。その27年後、彼はビザンツ帝国当局に逮捕され、異端の罪で石打ち刑に処された。ところがこの死刑執行を担当したシメオンという役人がみずからパウロ派に改宗してティトスと名乗り、コンスタンティノスの後を継いで指導者となった。彼は690年に「マニ教徒」として火刑に処された。
パウロ派の信者たちは、パウロス（パウロ）という新しい指導者を立ててエピスパリスへ逃れた。パウロスは715年に死去した。彼にはゲグナエシオスとテオドロスという2人の息子がおり、前者が後継者に指名されていた。テオドロスは「聖霊を授かった」としてゲグナエシオスに抵抗したが、失敗した。ゲグナエシオスはビザンツ帝国の首都コンスタンティノープルに連行され、皇帝レオーン3世と面会した。結局ゲグナエシオスは異端ではないと認定されてエピスパリスへ帰ることが出来たが、身の危険を感じて信者たちとともに東アナトリアのマナナリスへ拠点を移した。745年にゲグナエシオスが没すると、パウロ派は分裂した。
747年、皇帝コンスタンティノス5世がかなりの数のパウロ派信者を東アナトリアからトラキアへ移住させた。ブルガリアに対する防衛体制を固めるためで、結果的にこの時からパウロ派がヨーロッパで拡大していく事になった。強制移住や迫害をうけてもなお、パウロ派は聖像破壊派の一部を取り込みながら勢力を強めていった。
8世紀後半、パウロ派は二派に分裂した。すなわちバアネス派（守旧派）とセルギオス派（改革派）である。後者の指導者であるセルギオスは、自身の教派への改宗運動を熱心に、かつ効果的に展開した。彼は自身の福音が「東から西まで」「北から南まで」広まったと吹聴した。セルギオスは801年までに守旧派の指導者バアネスを追い落とし、その後34年にわたって活動をつづけた。しかし彼の活動は、皇帝レオーン5世による新たなパウロ派迫害の引き金となった。835年にセルギオスが死去すると、パウロ派の教団は再び複数の指導者たちのもとへ分裂していった。

### パウロ派国家の樹立

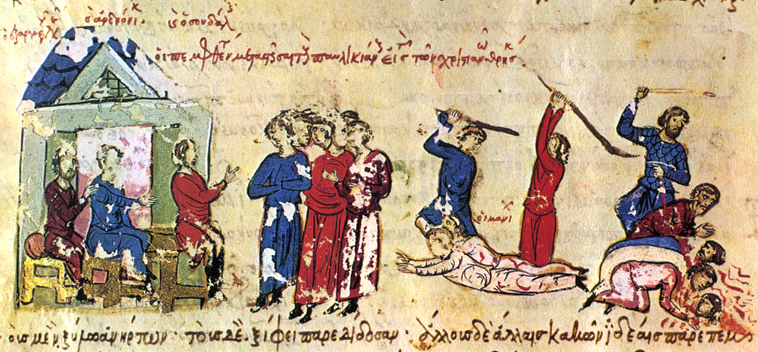
843/4年のパウロ派虐殺（スキュリツェス年代記マドリード写本）

843年、摂政テオドラ（皇帝ミカエル3世の母）が小アジアで大規模なパウロ派迫害を実行した。ビザンツ領アルメニアだけでも、10万人のパウロ派が殺されるか財産を没収されたとされている。
これに対し、多くのパウロ派信者は新たな指導者カルベアスに率いられてアルメニアの国境を越え、アラブ人が支配する領域へ亡命した。メリテネのアミールであるウマル・アル＝アクタの庇護のもと、パウロ派はアマラとテフリケという2つの要塞都市を建設して独立国を形成することを許された。カルベアスはビザンツ皇帝ミカエル3世がアラブ遠征を行った863年に死去した。記録には残っていないものの、ララカオンの戦いに参戦してウマル・アル＝アクタと共に戦死した可能性もある。
カルベアスの後継者クリュソケイル（「黄金の手」の意）は、ビザンツ帝国との戦争を続けて数多くの都市を蹂躙した。867年にはエーゲ海沿岸のエフェソスまで進撃し、多数の聖職者を捕虜とした。868年、皇帝バシレイオス1世の命を受けた僧ペトロス・シケリオテスが、拉致された聖職者たちを解放するべく交渉にやってきた。彼はパウロ派国家で9か月間逗留する間に見聞を広め、帰還後に『空虚で虚しい異端たるマニ派、またはパウロ派の歴史』と題した文献にまとめている。ただ和平交渉自体は失敗に終わった。クリュソケイルは872年か878年に起きたバテュス・リャクスの戦いで戦死した。

### パウロ派国家の崩壊と強制移住
878年までに、バシレイオス1世はテフリケをはじめとする小アジアのパウロ派要塞群を制圧した。パウロ派国家は崩壊し、生存者は大半が強制移住させられた。移住先は帝国の西方辺境で、たとえばイタリア半島の大ニケフォロス・フォカスのもとには2万人のパウロ派兵が仕えることになった。一方で、強制移住から逃れた一部はさらに東方のアルメニアへ亡命し、10世紀の間に同地で新たに出現したトンドラク派と同化していった。
970年、皇帝ヨハネス1世ツィミスケスにより、ビザンツ帝国内のパウロ派20万人がトラキアのフィリッポポリスへ移住させられた。彼らがスキタイ人（実際にはブルガリア人）を押しとどめると約束した見返りに、皇帝はパウロ派に彼らの信仰を維持する自由を与えた。ここから、西方でのパウロ派の復興が始まった。

### トラキアでの復興
結果的に、パウロ派のトラキア移住は帝国にとって好ましくない方向へ転んでいった。バルカン半島の前線地域に多数のパウロ派が入植しても、軍事的にも経済的にもあまり効果が出なかった。また彼らは正教徒のローマ人（ビザンツ・ギリシア人）やブルガリア人に同化せず、むしろ入植先の現地民をパウロ派に引き込んでいってしまった。ビザンツ皇女で歴史家のアンナ・コムネナによれば、11世紀末までにフィリッポポリスとその近郊は完全にパウロ派の勢力圏と化し、さらに外からアルメニア人集団が移住してきていた。
バレンセス年代記によれば、1081年に皇帝アレクシオス1世コムネノスがロベルト・イル・グイスカルド率いるノルマン人と戦った際、数千人のパウロ派が皇帝軍に参加していた。ただ彼らは後で脱走したため投獄された。一方、アレクシオス1世の娘であるアンナ・コムネナが『アレクシアス』で記している所によれば、アレクシオス1世はフィリッポポリス周辺の多数のパウロ派を説得して正教に改宗させ、改宗者のためにアレクシオポリスという都市を新設した。
第1回十字軍の際、プブリカニ (Publicani)と呼ばれる一部のパウロ派の集団がムスリム陣営に参じていたとされている。ただし他のパウロ派は十字軍を支持していたと記録されている。第3回十字軍で神聖ローマ皇帝フリードリヒ1世がフィリッポポリス付近を通過した際、冷淡な態度を取ったギリシア人住民（正教徒）とは対照的に、パウロ派は彼を解放者として歓迎した。1205年、パウロ派は第二次ブルガリア帝国のカロヤン・アセンと結託し、フィリッポポリスを明け渡した。

### その後
歴史家のヨルダン・イヴァノフによれば、第二次ブルガリア帝国の支配のもとでトラキアの一部のパウロ派が正教に改宗した。第二次ブルガリア帝国が没落してオスマン帝国がトラキアを征服すると、この一団はブルガリア人の一部とともにイスラームに改宗し、後世のポマクの祖となった。
残りのトラキアのパウロ派は、16世紀から17世紀の間にローマ・カトリックに改宗していったといわれている。17世紀末の時点で、こうしたパウロ派の末裔のカトリック教徒たちはニコポル周辺に暮らしており、オスマン帝国の宗教迫害に苦しめられた。1688年のチプロフツィでの蜂起が鎮圧されると、この集団の大部分はドナウ川の北へ逃れ、バナトに住み着いた。これがバナト・ブルガリア人と呼ばれる集団である。1878年にブルガリア公国が成立してオスマン帝国の支配から解放されると、このバナト・ブルガリア人の一部はブルガリア北部に再移住した。
アルメニアでは、1828年から1829年の露土戦争の後の時点で、ロシアの占領地の中にパウロ派やトンドラク派の影響を受けた信仰を保っていると思われるコミュニティが残存していた。彼らの信仰告白や、1837年に行われたアルメニア教会（グレゴリオス派）主教との論争は、後にフレデリック・コーンウォリス・コニベアによってまとめられ出版された。

## 信仰
パウロ派はキリスト教徒を自任していたが、その詳しい教義についてはよく分かっていない。他のキリスト教の批判者たちはパウロ派に「ユダヤ教徒」「ムスリム」「マニ教徒」などといったレッテルをはったが、これらの「軽蔑的な」呼称は、パウロ派の実態そのものを表しているというよりは、おそらく単なる悪口として使われているだけである。パウロ派にとっての神やキリストの性質、儀式、慣習などについても 論争が続いている。
批判者たちの主張やセルギオスの書簡の断片は残っているものの、その他にはパウロ派の信仰を物語る史料は極めて少ない。もう一つ重要な史料とされているのが、中世アルメニアのパウロ派かトンドラク派の手引書とされている『真実の鍵』という文書である。これは1898年にイギリスの東洋学者フレデリック・コニベアがアルメニアのエチミアジンの図書館で発見し、1898年に編訳書を出版したものである。

### 二元論
一説では、パウロ派は二元論を信仰していたとされる。これは対立する双子の神が宇宙を形作っているとする考えである。双子の神とはすなわち、現在の可視的な世界を創造し支配している悪なるデミウルゴスと、未来の世界の神である善なる霊である。こうした二元論的宇宙観は、近東のマニ教や、初期キリスト教のマルキオン派などのセクトが信奉していたことが知られている。パウロ派も二元論を信仰していたために、伝統的に批判者や後世の学者から「マニ教徒」扱いをされていたというのである。
18世紀の学者ヨハン・ローレンツ・フォン・モースハイムは、マニの教えはいくつかの点で明らかにパウロ派と異なっているとして、マニ教と混同する見方を批判した。ただモースハイムは、両派がどちらも二元論をとっていたという点には同意している。ヨハン・カール・ルートヴィヒ・ギーゼラーやアウグスト・ネアンダーは、パウロ派はマルキオン派から生まれ、初期の正統派に近づこうとしたもののグノーシス主義から逃れきれなかったセクトであると考えた。19世紀半ばには、パウロ派はマニ教とは別個で、二元論・グノーシス主義を持ちつつかなり正統派の要素を取り込んでおり、マルキオン派に一番近いセクトである、という見方が主流となった。しかしこれに対する反論も存在した。フレデリック・コニベアは、「パウロ派は二元論派ではなく、もしそうだというなら新約聖書の方がよほど二元論的なのだ。サタンは単なる人間と神の敵に過ぎない。」と述べている。

### キリスト
イエス・キリストの解釈においては、パウロ派は様々な点で正統派と異なっていた可能性がある。例として非三位一体論（イエスは「父なる神」や聖霊とcoeternalでもcoequalでも不可分でもない、とする説）や仮現説 (イエスは人間の姿であるように見えていただけであり、実際にはそれは幻影であったとする説)が挙げられる。非三位一体論はアリウス派が取り上げ、以後多くの初期キリスト教セクトが採用した立場である。その中にはキリスト養子説も含まれる。パウロ派が非三位一体派であるという認識を基に、批判者は彼らをアリウス派と呼び、学者たちは養子説派とみなした。
フレデリック・コニベアは『真実の鍵』の編訳書の中で、「三位一体という言葉はどこにも使われておらず、聖書に反するものとしてほぼ確実に排除されている」と述べ、パウロ派は人間を肉体や世界から解放するためにキリストが天国から下ってきたのだと信仰していた、と結論付けた。またコニベアは、パウロ派の元となったのは二元論やグノーシス主義のセクトではなく、アルメニアの養子説派の生き残りであると主張した。Nina Garsoïanは、ギリシアとアルメニアの文献を包括的に研究し、パウロ派は仮現説や二元論とは別個に発展したものであるとした。

### 教義
パウロ派は正統派と若干異なる聖典の組み合わせを受け入れていたとされる。彼らは4つの福音書 (特にルカによる福音書)、14のパウロ書簡、3つのヨハネ書簡、ヤコブ書簡、ユダ書簡、ラオデキヤ人への手紙を受け入れていた一方、第一ペトロ書簡とタナハ（ヘブライ語旧約聖書）は拒絶していたとされている。ただし現存するパウロ派の史料によれば、旧約聖書の内容については拒絶していなかったようである。
またパウロ派はネストリウス派と同様、イエスの母マリアをテオトコス（神を産みし者）と呼ぶことを拒み、また一切のマリア崇敬を拒絶していたとされる。彼らはつましい家屋の小さな部屋に設けられた「祈りの場」と呼ばれる場所で礼拝をおこなった。また禁欲主義的な傾向を持っている割に、食物や結婚に関する制限は設けられていなかった。またおそらくイコノクラスムの影響もあり、パウロ派は十字架、儀礼、サクラメント、教会ヒエラルキーを否定したとされている。このためイギリスの歴史家エドワード・ギボンは、パウロ派を「宗教改革の価値ある先駆者」と評した。
パウロ派かトンドラク派の『真実の鍵』によれば、旧約聖書、洗礼、告解、聖餐はいずれも認められていた。
1940年代、ソビエト連邦の学者たちは、パウロ派の闘争を、神学運動を通して表出したプロレタリア革命であると見なした。Garsoïanによれば、こうした見方はたしかにギリシアとアルメニア両方の史料を基にしているものの、パウロ派のほんの一部分しか説明できていないという。

## 関連文献
- Herzog, "Paulicians," Philip Schaff, ed., A Religious Encyclopaedia or Dictionary of Biblical, Historical, Doctrinal, and Practical Theology, 3rd edn, Vol. 2. Toronto, New York & London: Funk & Wagnalls Company, 1894. pp. 1776–1777
- Nikoghayos Adontz: Samuel l'Armenien, Roi des Bulgares. Bruxelles, Palais des academies, 1938.
- (アルメニア語) Hrach Bartikyan, Quellen zum Studium der Geschichte der paulikianischen Bewegung, Eriwan 1961.
- The Key of Truth, A Manual of the Paulician Church of Armenia, edited and translated by F. C. Conybeare, Clarendon Press, Oxford, 1898.
- S. B. Dadoyan: The Fatimid Armenians: Cultural and Political Interaction in the Near East, Islamic History and Civilization, Studies and Texts 18. Leiden: Brill Publishers, 1997, Pp. 214.
- Nina G. Garsoian: The Paulician Heresy. A Study in the Origin and Development of Paulicianism in Armenia and the Eastern Provinces of the Byzantine Empire. Publications in Near and Middle East Studies. Columbia University, Series A 6. The Hague: Mouton, 1967, 296 pp.
- Nina G. Garsoian: Armenia between Byzantium and the Sasanians, London: Variorum Reprints, 1985, Pp. 340.
- Newman, A.H. (1951). “Paulicians”. In Samuel Macaulay Jackson. New Schaff-Herzog Encyclopedia of Religious Knowledge. VIII. Baker Book House, Michigan. pp. 417–418
- Vahan M. Kurkjian: A History of Armenia (Chapter 37, The Paulikians and the Tondrakians), New York, 1959, 526 pp.
- A. Lombard: Pauliciens, Bulgares et Bons-hommes, Geneva 1879
- Vrej Nersessian: The Tondrakian Movement, Princeton Theological Monograph Series, Pickwick Publications, Allison Park, Pennsylvania, 1948, Pp. 145.
- Edward Gibbon: 'History of the Decline and Fall of the Roman Empire' (Chapter LIV).